# پوئنته دل آرسبیسپو
پوئنته دل آرسبیسپو (به اسپانیایی: El Puente del Arzobispo) یک شهرستان در اسپانیا است که در استان تولدو واقع شده‌است.

## خصوصیات
پوئنته دل آرسبیسپو ۱ کیلومترمربع مساحت و ۱٬۴۳۱ نفر جمعیت دارد و ۳۲۰ متر بالاتر از سطح دریا واقع شده‌است.